# Rien à déclarer (recueil)
Pour les articles homonymes, voir Rien à déclarer (homonymie).
Rien à déclarer (titre original en anglais Sorry for Your Trouble) est un recueil de nouvelles de l'écrivain américain Richard Ford publié originellement aux États-Unis le 12 mai 2020 chez Ecco Press et paru en français le 2 septembre 2021 aux éditions de l'Olivier.

## Accueil de la critique
La publication du recueil de nouvelles dans le monde anglophone en 2020 reçoit des critiques partagées. Le New York Times y voit le travail « artisanal » d'un écrivain expérimenté, à la prose adoptant parfois un « rythme hemingwayesque », qui traite de l'« ambivalence par défaut » de ses personnages se retournant sur leurs passés comme approche de chacune des nouvelles du recueil avec cependant le risque de voir certaines d'entre elles « dériver et s'embourber ». Plus mitigé, The Guardian considère qu'il s'agit d'un « recueil inégal » d'un des grands écrivains contemporains américains qui, par « paresse dans l'observation », manque trop souvent de « prévenance » pour ses personnages « emprisonnés dans le jugement de l'auteur » selon la critique.
En revanche, lors de sa parution en France le recueil reçoit un très bon accueil de la critique littéraire. Éric Neuhoff, dans Le Figaro, apprécie la maîtrise de l'auteur pour la forme courte de la nouvelle et « sa prose lumineuse », avec un recueil mettant en scène des personnages « qui regardent dans le rétroviseur et découvrent des champs de regrets ». Le sentiment est le même pour Livre Hebdo qui considère qu'il s'agit de « dix nouvelles douces-amères du maître américain Richard Ford, autour du temps qui passe et de la solitude ». Enfin, Les Échos l'incluent dans la liste de leurs douze « coups de cœur » de la rentrée littéraires 2021 y voyant « dix [nouvelles] de haute volée, avec lesquelles [Ford] tutoie ses maîtres Alice Munro et James Salter » mettant particulièrement en avant la première nouvelle du recueil que le journal qualifie de « sommet ».

## Éditions
- (en) Sorry for Your Trouble, Ecco Press, 2020  (ISBN 978-0062999108), 258 p.
- Rien à déclarer, trad. Josée Kamoun, éditions de l'Olivier, 2021  (ISBN 9782823617283), 384 p.[6]